# Vəli Qasımov
Vəli Qasımov (Kirovabad, RSS de l'Azerbaidjan, Unió Soviètica, 4 d'octubre de 1968) és un exfutbolista de l'Azerbaidjan. Va jugar com a davanter en el FK Kapaz Gäncä, Metalist Kharkiv, Neftchi, FC Spartak Moscou, FC Dynamo Moscou, Reial Betis, Albacete Balompié, Vitória FC, i l'Imortal, on es va retirar el 2001. Va jugar 14 partits amb la selecció de futbol de l'Azerbaidjan entre 1994 i 1998.
Un cop retirat del futbol professional, es va traslladar a Sevilla, i va jugar amb Real Betis en la Lliga Espanyola de Futbol Indoor, a més a més és l'entrenador del Gelves CD. Més tard va tornar al seu país, on ha sigut entrenador del Neftçi Peşəkar.
El 1992 fou el màxim golejador de la Lliga Premier de Rússia amb 16 gols.